# Un thé au Sahara
Pour le film, voir Un thé au Sahara (film).
Un thé au Sahara (The Sheltering Sky) est un roman américain de Paul Bowles publié au Royaume-Uni en 1949. Traduit de l'américain par Henri Robillot et Simone Martin-Chauffier, il est publié en France en 1952 aux éditions Gallimard.

## Accueil critique
Il figure à la 97e place dans la liste des cent meilleurs romans de langue anglaise du XXe siècle établie par la Modern Library en 1998.